# George Nash
George Christopher Nash (MBE) (født 2. oktober 1989 i Guildford, England) er en engelsk roer, olympisk guldvinder og tredobbelt verdensmester.
Nash vandt, som makker til Will Satch, bronze for Storbritannien i toer uden styrmand ved OL 2012 i London. Fire år senere var han en del af den britiske firer uden styrmand, der vandt guld ved OL 2016 i Rio de Janeiro. Bådens øvrige besætning var Alex Gregory, Moe Sbihi og Constantine Louloudis.
Nash har desuden vundet en lang række medaljer i VM- og EM-sammenhæng, heriblandt to VM-guldmedaljer i otter (i 2013 og 2015), samt én VM- og to EM-guldmedaljer i firer uden styrmand.
Nash studerede på Cambridge-universitetet, og var tre gange (i 2010, 2011 og 2013) med i Cambridges båd i det traditionsrige Boat Race, den årlige ro-dyst på Themsen mellem Cambridge og Oxford.

## OL-medaljer
- 2016:  Guld i firer uden styrmand
- 2012:  Bronze i toer uden styrmand